# ام‌وی کراسنودار (۱۹۲۵)
ام‌وی کراسنودار (۱۹۲۵) (به انگلیسی: MV Krasnodar (1925)) یک کشتی بود که طول آن ۱۱۳٫۶۹ متر (۳۷۳ فوت ۰ اینچ) بود. این کشتی در سال ۱۹۲۵ ساخته شد.